# 月桃摺粉蝨
月桃摺粉蝨（学名：Aleurotrachelus caerulescens）为粉蝨科摺粉蝨屬下的一个种。